# Antonio Spallino
Antonio Spallino   (Como, 1 d'abril de 1925 - Carimate, 28 de setembre de 2017) fou un tirador d'esgrima i polític italià, especialista en floret i espasa, que va competir durant les dècades de 1940 i 1950.
El 1952 va prendre part en els Jocs Olímpics d'Estiu de Hèlsinki, on va guanyar la medalla de plata en la prova del floret per equips del programa d'esgrima. Quatre anys més tard, als Jocs de Melbourne, va disputar dues proves del programa d'esgrima. En la prova del floret per equips guanyà la medalla d'or, mentre en la del floret individual guanyà la de bronze.
En el seu palmarès també destaquen sis medalles al Campionat del món d'esgrima, tres d'or, una de plata i dues de bronze, entre les edicions de 1949 i 1958. El 1951 guanyà una medalla d'or als Jocs del Mediterrani disputats a Alexandria.
Una vegada retirat se centrà en la política local, primer com a regidor d'urbanisme (1965-1970) i després com a alcalde de Como (1970-1985), sempre a les files de Democràcia Cristiana. Entre 1988 i 1996 fou president del Panathlon Club.